# Trachymene
Trachymene är ett släkte av flockblommiga växter. Trachymene ingår i familjen flockblommiga växter.

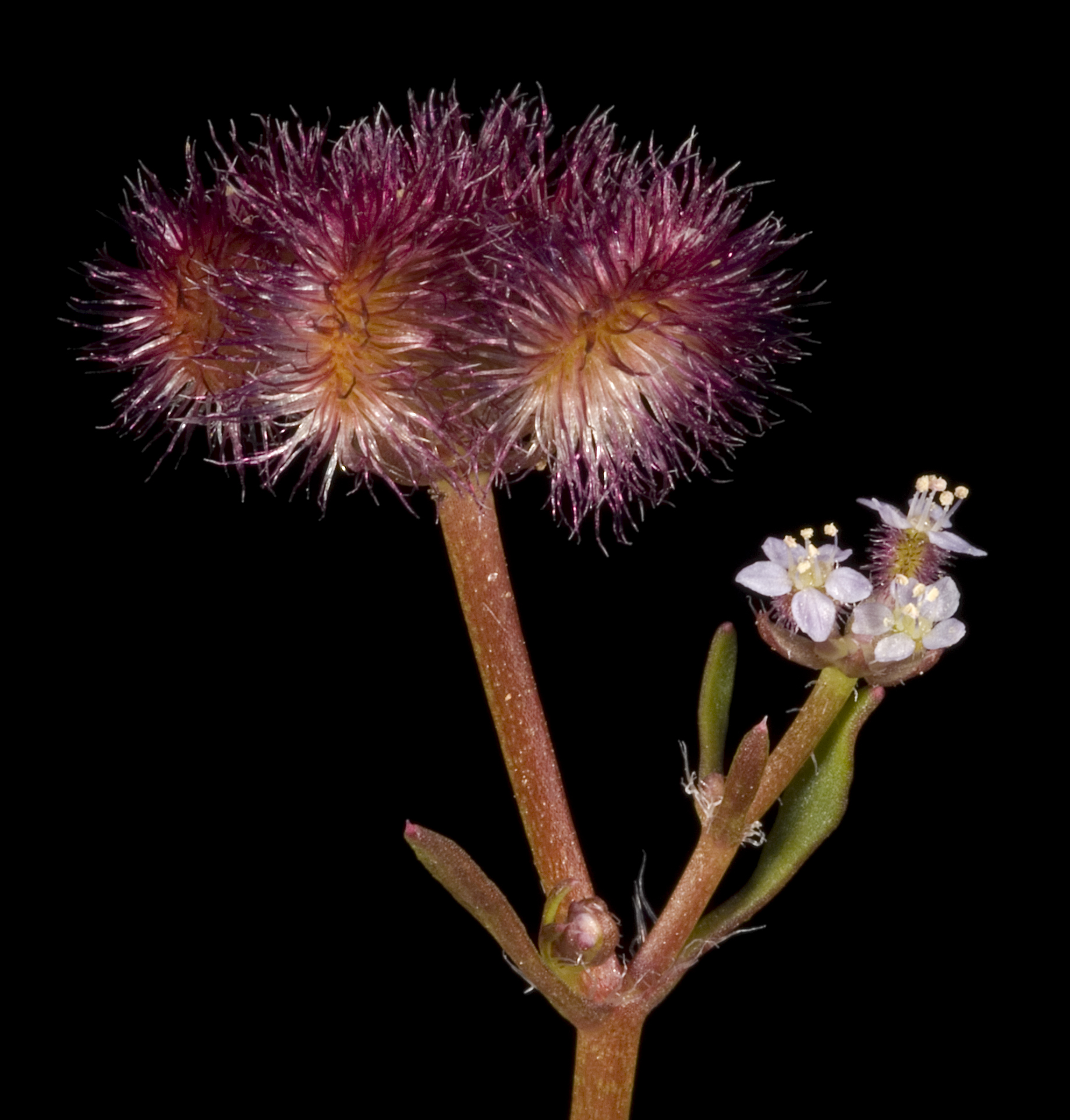
Trachymene cyanopetala

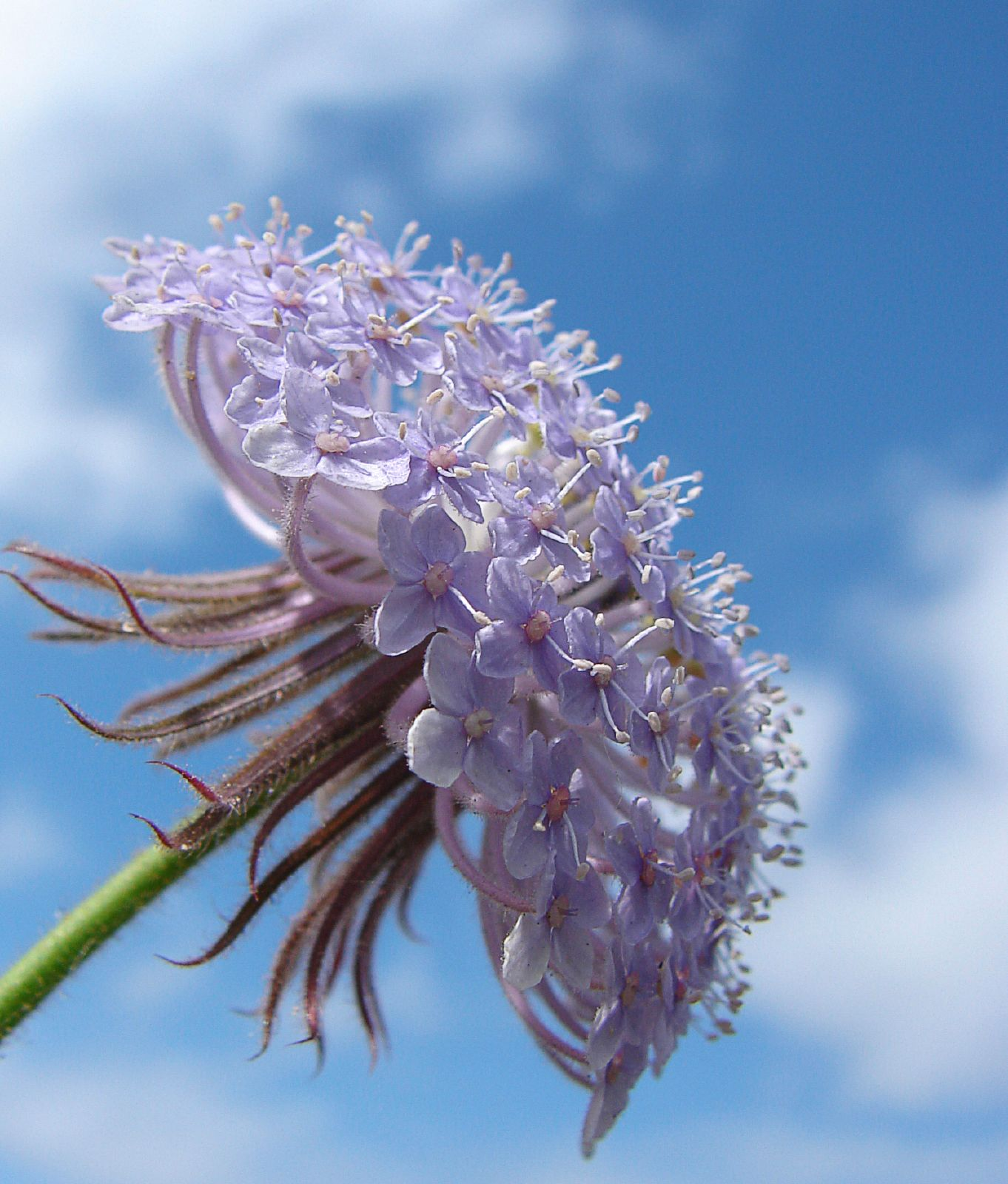
Trachymene coerulea

## Dottertaxa tillTrachymene, i alfabetisk ordning[1]
- Trachymene acerifolia
- Trachymene acrotricha
- Trachymene adenodes
- Trachymene anceps
- Trachymene anisocarpa
- Trachymene arfakensis
- Trachymene bivestita
- Trachymene buxifolia
- Trachymene candelabrum
- Trachymene celebica
- Trachymene ceratocarpa
- Trachymene cirrosa
- Trachymene clivicola
- Trachymene coerulea
- Trachymene commutata
- Trachymene composita
- Trachymene compressa
- Trachymene conferta
- Trachymene crassifolia
- Trachymene croniniana
- Trachymene cuneata
- Trachymene cussoni
- Trachymene cyanantha
- Trachymene deflexa
- Trachymene dendrothrix
- Trachymene didiscoides
- Trachymene dissecta
- Trachymene dusenii
- Trachymene eatoniae
- Trachymene effusa
- Trachymene elachocarpa
- Trachymene ericoides
- Trachymene ericoidies
- Trachymene eriocarpa
- Trachymene erodioides
- Trachymene filiformis
- Trachymene flabellifolia
- Trachymene flexuosa
- Trachymene geraniifolia
- Trachymene gigantea
- Trachymene gillenae
- Trachymene glandulosa
- Trachymene glaucifolia
- Trachymene haplosciadea
- Trachymene haplosciadia
- Trachymene hemicarpa
- Trachymene heterophylla
- Trachymene hispida
- Trachymene hookeri
- Trachymene humilis
- Trachymene incisa
- Trachymene inflata
- Trachymene juncea
- Trachymene kochii
- Trachymene koebrensis
- Trachymene lanceolata
- Trachymene linearifolia
- Trachymene linearis
- Trachymene longipedunculata
- Trachymene maxwelli
- Trachymene microcephala
- Trachymene montana
- Trachymene moorei
- Trachymene myrtifolia
- Trachymene novoguineensis
- Trachymene oblonga
- Trachymene ochracea
- Trachymene oleracea
- Trachymene ornata
- Trachymene ovalis
- Trachymene ovata
- Trachymene papillosa
- Trachymene pendula
- Trachymene pilosa
- Trachymene pimpinellifolia
- Trachymene platyptera
- Trachymene procumbens
- Trachymene psammophila
- Trachymene pulvilliforma
- Trachymene ramosissima
- Trachymene rigida
- Trachymene rosulans
- Trachymene rotundifolia
- Trachymene saniculifolia
- Trachymene sarasinorum
- Trachymene scabriuscula
- Trachymene scapigera
- Trachymene setosa
- Trachymene setulosa
- Trachymene stephensonii
- Trachymene stricta
- Trachymene subvelutina
- Trachymene tenuifolia
- Trachymene tenuis
- Trachymene tenuissima
- Trachymene teres
- Trachymene tripartita
- Trachymene valida
- Trachymene villosa
- Trachymene xerophila